# Trade Deadline
Als Trade Deadline oder Trading Deadline bezeichnet man vor allem im US-Sport den Stichtag, der das Ende einer Transferperiode angibt. Bis zur Trade Deadline ist es Vereinen erlaubt, Spieler von anderen Vereinen zu verpflichten bzw. zu anderen Vereinen zu transferieren. Danach sind bis zum Saisonende keine Spielerwechsel mehr möglich. Spieler, die dennoch nach dem jeweiligen Stichtag verpflichtet wurden, sind in der Restsaison nicht mehr spielberechtigt. Eine Ausnahme gibt es, sollten zu viele Spieler des neuen Vereins verletzt sein. In vielen Ligen, so auch in Nordamerika, sind Transfers nach der Trade Deadline jedoch komplett ausgeschlossen.
Verbunden mit dem Tag der Trade Deadline ist oft eine erhöhte Medienpräsenz, da in vielen Ligen zum Ende der Transferzeit oftmals noch hochkarätige Spieler die Vereine wechseln. 
Das nordamerikanische System der Trade Deadline steht im Gegensatz zum europäischen Modell mit verschiedenen Transferphasen.

## Trade Deadlines in den verschiedenen Profiligen

### MLB
In der Major League Baseball gibt es zwei verschiedene Trade Deadlines. Die sogenannte "non-waiver"-Deadline findet jährlich am 31. Juli statt. Nach der Pause durch das MLB All-Star Game liegt es an den Teams, zu entscheiden, welche Spieler abgegeben werden sollen und welche für die Mannschaft die Restsaison bestreiten. Da in der MLB kein Salary Cap ausgehandelt wurde, entscheiden sich vor allem kleinere Vereine oftmals, Spieler, die sich im letzten Jahr ihres Vertrages befinden, als Free Agent freizustellen. Somit brauchen diese Clubs ihren älteren Spielern keine hohen Gehälter zahlen und können stattdessen junge Talente verpflichten, die dem Verein in der Zukunft weiterhelfen können. 
Die MLB "waiver"-Deadline ist mit dem 31. August terminiert. Im Gegensatz zur "non-waiver"-Deadline müssen Spieler, die nach diesem Stichtag auf die Transferliste gesetzt werden, auch wirklich abgegeben werden.

### NBA
In der National Basketball Association liegt die Trade Deadline kurz nach dem All-Star Game, das meist Mitte Februar stattfindet. Etwa eine Woche nach der Trade Deadline gibt es zusätzlich die sogenannte Roster Deadline. Spieler, die nach der Roster Deadline verpflichtet werden, sind zwar für die reguläre Saison, jedoch nicht für die Play-offs spielberechtigt.

### NFL
In der National Football League ist der Stichtag in der achten Saisonwoche festgesetzt, welche meistens Ende Oktober terminiert ist. Im Gegensatz zu anderen US-Profiligen hält sich die Aktivität am Tag der Trade Deadline in Grenzen, da Stars meistens vorher die Vereine gewechselt haben.

### NHL
In der National Hockey League war die Trade Deadline traditionell Mitte März festgelegt. In den Spielzeiten 2006/07 und 2007/08 fand die Deadline jedoch schon am 26. Februar und damit 40 statt zuvor 26 Tage vor dem Ende der regulären Saison statt. Diese Neuregelung ist im aktuellen NHL Collective Bargaining Agreement festgelegt.
In den letzten Wochen vor der NHL Trade Deadline wird die Transferaktivität von vielen Teams nochmals vorangetrieben, um sich eine gute Ausgangsposition in den Play-offs zu schaffen oder diese überhaupt noch zu erreichen. Dies führt dazu, dass Schlüsselspieler und Stars oftmals noch am Stichtag transferiert werden oder Teams, die ihre Gehälter reduzieren wollen, teurere Spieler in den letzten Tagen der Transferzeit abgeben. Zudem werden Spieler, deren auslaufende Verträge nicht verlängert werden sollen und die damit nach der Saison zu Free Agents werden würden, in der letzten Transferphase abgegeben.
Die NHL Trade Deadline ruft jährlich ein besonders großes Interesse sowie Spekulationen bei Fans und Medien hervor. Vor allem kanadische Sender wie TSN, Rogers Sportsnet und The Score widmen der Trade Deadline oftmals sogar den gesamten Tag, um über die neuesten Transfers zu berichten und diese zu analysieren. 